# CH–CH oksidoreduktaze
CH-CH oksidoreduktaze su oksidoreduktazni enzimi koji konvertuju jednostruke veze i dvostruke veze između dva atoma ugljenika. One se klasifikuju pod EC brojem 1.3.
Jedan primer ove klase je 5-alfa reduktaza:
- Testosteron.
- Dihidrotestosteron

## Spoljašnje veze
- Oxidoreductases+Acting+on+CH-CH+Group+Donors на 